# Atractaspis phillipsi
Espèce
Atractaspis phillipsi est une espèce de serpents de la famille des Lamprophiidae. 

## Répartition
Cette espèce se rencontre dans l'Est du Soudan et du Soudan du Sud.

## Description
C'est un serpent venimeux.

## Taxinomie
Cette espèce a longtemps été considérée comme synonyme d'Atractaspis microlepidota.

## Étymologie
Cette espèce est nommée en l'honneur de John Charles Phillips (1876-1938).

## Publication originale
- Barbour, 1913  : Reptiles and amphibians from eastern Sudan. Proceedings of the Biological Society of Washington, vol. 26, p. 145-150 (texte intégral).